# Saski Baskonia 2012-2013
Questa voce raccoglie le informazioni riguardanti il Saski Baskonia nelle competizioni ufficiali della stagione 2012-2013.

## Stagione
La stagione 2012-2013 del Saski Baskonia è la 40ª nel massimo campionato spagnolo di pallacanestro, la Liga ACB.

## Roster
Aggiornato al 28 ottobre 2021.
| Laboral Kutxa Vitoria 2012-13 | Laboral Kutxa Vitoria 2012-13 |
| Giocatori                     | Staff tecnico                 |
| ----------------------------- | ----------------------------- |

| N. | Naz.                                           | Ruolo | Nome                      | Anno | Alt.   | Peso   |  |
| -- | ---------------------------------------------- | ----- | ------------------------- | ---- | ------ | ------ |  |
| 5  | Argentina (bandiera) · Italia (bandiera)       | AP    | Andrés Nocioni            | 1979 | 203 cm | 102 kg |  |
| 7  | Regno Unito (bandiera) · Spagna (bandiera)     | PG    | Devon van Oostrum         | 1993 | 193 cm | 84 kg  |  |
| 10 | Stati Uniti (bandiera) · Montenegro (bandiera) | PG    | Taylor Rochestie          | 1985 | 187 cm | 85 kg  |  |
| 10 | Stati Uniti (bandiera) · Montenegro (bandiera) | P     | Omar Cook                 | 1982 | 186 cm | 84 kg  |  |
| 11 | Montenegro (bandiera)                          | AC    | Milko Bjelica             | 1984 | 207 cm | 102 kg |  |
| 12 | Spagna (bandiera)                              | C     | Eduardo Hernández-Sonseca | 1983 | 212 cm | 110 kg |  |
| 16 | Spagna (bandiera)                              | P     | Carlos Cabezas            | 1982 | 186 cm | 88 kg  |  |
| 19 | Spagna (bandiera)                              | AP    | Fernando San Emeterio (C) | 1984 | 199 cm | 100 kg |  |
| 21 | Germania (bandiera)                            | C     | Tibor Pleiß               | 1989 | 219 cm | 122 kg |  |
| 22 | Francia (bandiera)                             | PG    | Thomas Heurtel            | 1989 | 189 cm | 85 kg  |  |
| 24 | Stati Uniti (bandiera) · Spagna (bandiera)     | G     | Brad Oleson               | 1983 | 191 cm | 88 kg  |  |
| 24 | Rep. Ceca (bandiera) · Spagna (bandiera)       | G     | David Jelínek             | 1990 | 195 cm | 88 kg  |  |
| 30 | Polonia (bandiera) · Spagna (bandiera)         | C     | Maciej Lampe              | 1985 | 211 cm | 125 kg |  |
| 42 | Spagna (bandiera)                              | AC    | Unai Calbarro             | 1989 | 205 cm |        |  |
| 44 | Serbia (bandiera)                              | AG    | Nemanja Bjelica           | 1988 | 208 cm | 106 kg |  |
| 55 | Francia (bandiera)                             | G     | Fabien Causeur            | 1987 | 195 cm | 90 kg  |  |

| Allenatore |
| - Duško Ivanović (fino al 18 novembre) - Žan Tabak (dal 19 novembre)                                                                         |
| Assistente/i |
| - Alberto Codeso (fino al 5 gennaio) - David Gil - Dejan Kamenjašević (dal 19 novembre) Legenda - (C) Capitano - (IN) Inattivo - Infortunato |

## Mercato

### Sessione estiva
| Acquisti | Acquisti                  | Acquisti    | Acquisti      | Acquisti |
| R.a      | Nome                      | da          | Modalità      |          |
| -------- | ------------------------- | ----------- | ------------- | -------- |
| C        | Eduardo Hernández-Sonseca | Valladolid  | definitivo    |          |
| C        | Tibor Pleiß               | Bamberger   | definitivo    |          |
| P        | Carlos Cabezas            | Saragozza   | definitivo    |          |
| G        | Fabien Causeur            | Cholet      | definitivo    |          |
| PG       | Taylor Rochestie          | Le Mans     | definitivo    |          |
| C        | Dejan Musli               | Mega Vizura | fine prestito |          |

| Cessioni | Cessioni          | Cessioni      | Cessioni                  | Cessioni |
| R.       | Nome              | a             | Modalità                  |          |
| -------- | ----------------- | ------------- | ------------------------- | -------- |
| P        | Pablo Prigioni    | N.Y. Knicks   | fine contratto            |          |
| AG       | Mirza Teletović   | Brooklyn Nets | rescissione (2 milioni €) |          |
| G        | Pau Ribas         | Valencia      | fine contratto            |          |
| PG       | Devon van Oostrum | Cáceres       | prestito                  |          |
| C        | Dejan Musli       | Partizan      | rescissione               |          |
| AG       | Mamadou Diop      | Guadalajara   | prestito                  |          |

### Dopo l'inizio della stagione
| Acquisti | Acquisti          | Acquisti       | Acquisti         | Acquisti      |
| R.       | Nome              | da             | Data             | Modalità      |
| -------- | ----------------- | -------------- | ---------------- | ------------- |
| P        | Omar Cook         | Olimpia Milano | 19 dicembre 2012 | definitivo    |
| G        | David Jelínek     | Olin Edirne    | 28 gennaio 2013  | definitivo    |
| PG       | Devon van Oostrum | Cáceres        | 25 febbraio 2013 | fine prestito |

| Cessioni | Cessioni                  | Cessioni     | Cessioni         | Cessioni    |
| R.       | Nome                      | a            | Data             | Modalità    |
| -------- | ------------------------- | ------------ | ---------------- | ----------- |
| C        | Eduardo Hernández-Sonseca | Free agent   | 24 ottobre 2012  | rescissione |
| PG       | Taylor Rochestie          | Pall. Biella | 8 gennaio 2013   | rescissione |
| G        | Brad Oleson               | Barcellona   | 28 gennaio 2013  | definitivo  |
| P        | Carlos Cabezas            | Free agent   | 25 febbraio 2013 | rescissione |